# 임영신
임영신(任永信, 1899년 11월 20일 ~ 1977년 2월 17일)은 한국의 교육자 및 정치인이다. 호는 승당(承堂). 충청남도 금산 출신이다. 영어 이름은 루이즈 임(Luise Yim)이다. 그녀는 친일 활동을 했다는 의혹을 받았지만, 교육활동에 적극적으로 종사하였으며 이승만의 측근으로 활동하였다.
미국 유학 남캘리포니아 대학교를 거쳐 동 대학원을 수료하고 귀국, 1932년 중앙보육학교를, 1941년에는 경성중앙유치원을 설립하여 운영하였다. 광복 이후 1945년 8월 대한여자국민당을 창당하여 총재가 됐고 1946년 9월 중앙여자대학(중앙대학교의 전신)을 설립하고 학장이 되었다. 1949년에는 대한국민당 창당에 참가하였다가, 제3대, 4대, 5대 부통령 후보로 출마했으나 낙선했다. 1949년 경상북도 안동(安東)의 제헌 국회의원 보궐선거에 당선되고, 1950년 제2대 민의원에 재선되었으며, UN 총회 한국대표로도 파견되어 활동하였다. 임영신과 비서 등 18명이 독직사건에 연루돼 배임, 증뢰, 수뢰, 사기, 횡령 등으로 1949년 5월 28일 기소됐다. 이후 친이승만 성향 야당인 대한국민당을 운영하였고, 국민당이 해산된 뒤에는 다시 대한여자국민당으로 개편하여 1961년까지 유지하였다.
1960년, 이승만 정권 붕괴 후, 야당 인사로 활동하다가 군사 정변 이후 군정 지지를 선언했다. 기타 중앙전문학교 학장과 중앙대학장, 시민사회단체 활동 등을 하다가 1963년 이후에는 민주공화당에 입당하기도 했다. 1961년 대한여자청년단장이 되고 1963년 한국부인회 회장에 취임하였다. 정치인 유진산, 이현상 등과는 동향이다. 대한민국 최초의 여성 정당인 대한여자국민당의 창설자이기도 하다. 본관은 풍천(豊川)으로 호는 승당(承堂), 미국식 이름은 루이스 임(Luise Yim), 충청남도 금산군 출신.

## 생애

### 생애 초반

#### 출생과 가계
승당(承堂) 임영신은 1899년 11월 20일 충청남도 금산군 금산읍 상옥리에서 아버지 풍천 임씨 임구환(任九桓)과 어머니 김경순(金敬順)의 열두 남매 중 다섯째, 딸로는 둘째 딸로 태어났다. 아버지 임구환(任九桓)은 독실한 개신교 장로였으며, 금산의 명문거족인 김해 김씨와 인척관계이기도 했다.
그녀의 선조는 임온(任溫)으로 중국 원나라 때 소흥부(紹興府) 자계현(慈溪縣) 출신이었는데, 고려로 왔고 은자광록대부를 지냈다. 후일 임온의 6대손 임주가 다시제국대장공주를 배종하고 고려로 건너와 정착했으며, 조선시대에 와서는 임주의 아들 임자송의 6대손 임원준, 임사홍 부자를, 다른 아들 임자순의 8대손 임유겸, 9대손 임권, 임추 등을 배출하였다.
그러나 임영신의 7대조 대에 금산군으로 낙향하였으나 가세는 기울었고, 그녀의 아버지 임구환의 대에까지 6대독자로 겨우 이어왔다 한다. 아버지 임구환은 10세에 아버지를 잃고 홀어머니에게서 자라 집안을 다시 일으켜 세웠다. 아버지 임구환은 그녀의 회고에 의하면 '할머니의 중매로 5년 연상의 여자와 결혼했다'고 한다. 그녀의 어머니와 할머니는 아들이 태어나게 해 달라고 오래 기도를 하여 오빠 상희(尙熙), 양희(亮熙), 건희(建熙), 언니 선유가 태어났고 그 다음에 다섯째인 임영신이 태어났다. 그 뒤로도 남동생 춘희(春熙), 여동생 영애(永愛), 남동생 태희(泰熙), 여동생 영실(永實)과 영선(永善)이 태어났다.

#### 소녀 시절
아버지 임구환은 산기슭 근처에 큰 밭을 마련하여 농사를 지었는데 당대의 지식인이라 각지의 사정에 밝았다. 아버지 임구환은 아들들을 불러 특별히 정치나 시사에 관련된 이야기를 들려주었는데, 딸 중 임영신도 그 틈에 끼어있곤 했다. 아버지 임구환은 여자아이가 머슴애처럼 여기 있으면 안 된다고 어머니에게 가라고 했으나 그녀는 옆에서 남자 형제들과 함께 정치, 시사에 관련된 이야기를 들었다 한다.
임영신은 유년 시절 아버지가 동학 농민 운동과 동학 농민군의 활약상, 최시형에 대한 이야기를 한 것을 오래도록 기억하였다. 그녀는 어려서 동리 어른에게 들은 것 중 러시아와 일본의 동전이 대한제국에 유입된다는 것과 조선 사람들이 러시아 동전과 일본 동전을 위조한다는 것과, 조선의 지폐가 일본에서 인쇄되어 유입된다는 것도 기억하였다.
그녀는 개신교 가정에서 출생하여 기독교 신앙의 분위기 속에서 자라났으나 아버지 임구환은 외부에 집안이 기독교인인 것을 어느정도 사회 분위기가 개화될 때까지는 절대 발설하지 말라고 하였다. 어려서부터 아버지 임구환은 백인선교사들을 집안으로 데려왔는데, 임영신은 당시 할머니가 '괴상하게 생긴 백인 여성을 보고 놀랐다'는 기록을 남기기도 했다. 그 백인 여성은 유창하게 조선말을 하였고 그녀의 설교를 듣고 이해가 빨랐던 그녀는 보다 독실한 기독교인이 되었다.
어려서 언니 선유와 함께 아버지 임구환이 동리에 설립한 서당에 다니다가 1909년 금산의 심광소학교(心光小學校)에 입학하였다. 이때 그녀는 학교에 다니다가 시집을 보내겠다는 집안의 뜻에 의해 학교를 그만두었다. 그러나 비밀리에 담을 넘어 학교에 등교했고, 키가 가장 커서 몰래 학교에 다닌다는 사실이 발각되어 동네에 소문이 자자하였다.
| “ | 금산 사람들은 내가 길을 지나갈 때면 나를 비웃고 좋지 못하게 될 것이라고 수군거리곤 했다. “저렇게 큰 계집애가 학교엘 다니다니....., 저 계집아이는 예절도 모르고 부모 생각도 하지 않는 모양이야.” | ” |

이 말에 충격을 받고 일시적으로 집에 있다가 다시 학교에 등교, 1914년 심광소학교를 졸업했다. 8세 때 그녀는 활동 사진(영화)를 보고 놀랍고 신기해하였다.

### 학창 시절

#### 청소년기
일본에서 강제로 조선의 청년들을 끌고간다는 소문이 파다하게 퍼지자 1911년 그가 12세가 될 무렵 그의 부모는 딸들을 일찍 시집보내려 하였다. 곧 언니 임선유를 시집보내게 되었고, 바로 임영신 역시 시집을 보낼 생각이었다. 그런데 그는 중매장이들이 올 때마다 "결혼이 무엇인지도 모르는 어린아이에게 강제로 혼사를 치르게 하는 것은 죄악"이라고 대답하였다.
| “ | 열두 살이 될 무렵, 한국 계집아이들을 강제로 일본인들에게 시집보낸다는 소문이 돌았다. 그래서 모든 부모들은 딸을 치우는 데 바빴다. 우리 집도 예외는 아니어서 곧 언니가 시집을 가게 되어 있었고, 그 다음은 내 차례였다. 하루는 두 여인이 내 방으로 들어왔다. 나는 그들이 누구인지 얼른 알아차렸다. 그들은 중매쟁이였다. 나는 그 두 여인처럼 사람이 미웠던 적은 없었다. 나는 그들이 나를 감옥에 가두려는 것이라고 느꼈다. 그래서 나는 그들의 질문에 대답하는 대신 그들에게 여러 가지 질문을 해대었고 그들의 생각이 잘못됨을 일깨워 주려고 했다 그들은 놀라서 손으로 얼굴을 가리고 내가 말을 하는 동안 때때로 신음소리를 냈다. 나는 그들에게 결혼이 무엇인지도 모르는 어린아이에게 강제로 혼사를 치르게 하는 것은 죄악이라 말하였다. 이 말이 그들에게 견딜 수 없는 충격을 준 것 같았다. 이처럼 말할 수 있는 한국 아이들은 없었기 때문이었다. 그들은 방을 나가면서 이렇게 중얼거렸다. “아무래도 저 처녀 어머니에게 말 해야겠어. 저 처녀는 순탄하지 못 하겠구먼 그래.”그날 하루 종일 나는 방을 나가지 않았다. 나는 정말 결혼하기 싫었다. 나는 겨우 열두 살이었다. | ” |

어린 소녀의 논리에 당황해 한 구식 어른들은 그대로 얼굴을 붉히며 되돌아갔다. 그러나 그의 어머니와 할머니는 그를 설득하려 하였으나 그는 거절하였다.
| “ | 그러나 매일처럼 어머니는 날 타이르셨다. “너는 말을 잘 듣는 아이지 않느냐 혼약을 해야겠다.”그 말을 들을 때마다 난 이렇게 대답했다. “말씀은 잘 듣겠습니다마는 혼인은 하지 않겠어요.나는 중매쟁이가 집으로 올 때면 어머니 방 문 뒤로 살그머니 가서 엿듣곤 하였다. "마나님, 따님은 보통 아이가 아니올시다. 강제로 혼인시켜서는 안돼요. 따님은 많은 이야기를 하는데 여자 일보다도 남자가 하는 일을 생각하고 있습니다." 그들이 집을 떠나면 고통스러운 장면이 되풀이되곤 하였다. 어머니와 할어머니는 나를 부여잡고 무섭게 흔들어 대면서 소리치셨다. 어머니 : “이 바보야, 너 무슨 짓을 했느냐? 그 여인들에게 무슨 말을 했어?” 임영신 : “어머니, 이건 죄가 될 것입니다. 열두 살 난 계집아이가 알지도 못하는 남자에게 시집가서 한 낯선 집으로 보내지면 무엇을 어떻게 하란 말씀이십니까?” 母 : “그건 네가 할 일이 아니다. 너는 시키는 대로 하면 되는 것이야.” 任 : “아닙니다. 어머니, 제 인생은 제 것이지 가문의 것이 아닙니다.” 母 : “아이들은 무엇이든 집에서 하라는 대로 해야 한다. 너는 부모로부터 영혼을 얻지 않았느냐?” 任 : “아니에요. 하나님과 우리들의 나라에서 얻은 거 에요.” 母 : “저애 말 좀 들어보세요. 저 애 속에는 이상한 귀신이 들어앉아 있는 것 같아요, 어머님.” 任 : “어머니, 제 말에는 이상한 것이 하나도 없어요, 어머니가 무어라고 하셔도 저는 누구에게도 제 생애를 바칠 수는 없어요.” 매일 이와 같은 이야기가 되풀이되었다. 의외로 나의 태도가 강경하자 집안에서는 새로운 방법으로 날 설득하려고 했다. 아버지는 아무 말씀도 없으신 채 내가 읽고 있던 책을 놓을 때까지 기다리셨다. 아버지 : “얘야, 우리 진심으로 이야기 좀 해보자.” 임영신 : “예” 父 : “어머니를 속상하게 해드린 모양이지.” 任 : “죄송합니다.” 父 : “넌 혼인할 날을 위해 준비를 해야 하느니라.” 任 : “저는 간사한 중매쟁이들에 의하여 한 남자에게 떠 맡겨지지는 않을 거 에요.” 父 : “시끄럽다. 어른들을 그렇게 말하는 것이 아니다.” 任 : “죄송합니다.” 父 : “너는 결혼 생활에 관한 모든 것들을 배울 것이다. 부엌일, 바느질 그리고 남편에 대한 여자의 몸가짐 들을 배워야 하느니라.” 任 : “예, 아버지, 저는 무엇이든 배우겠습니다." 父 : "그렇다면 더 이상 이야기 않겠다. 어머니한테 가서 너의 결심을 말씀드리려무나.” | ” |
|   | — 승당 임영신 자서전 "나의 40년 투쟁사" 중에서 |   |

그는 어려서 중매하러 온 사람들을 놀라게 하는가 하면 '제 인생은 제 것이지 가문의 것이 아닙니다.'라고 하여 자기 주관을 밝히기도 했다. 시집가기 싫어했던 그는 상급 학교로 진학하게 해달라고 부모를 졸라 성사시켰다.
소학교 시절 그는 언니 임선유가 기독교신자가 아닌 사람에게 시집간다는 말을 듣고 언니 선유에게 굶으라는 것과 매일 울라고 조언하였다. 그의 조언대로 언니 선유는 매일 울거나 굶어서 수척해졌고 결혼은 파혼되었다. 그 뒤 언니 선유는 최용환과 결혼했는데, 그는 목사인 최학삼의 아들이었다. 신랑의 생김새가 흉하지 않을까 궁금해한 임영신은 신랑의 자매들을 찾아갔다가 그들의 수려한 외모와 달변에 매료되어 그들과 친구가 되었다.

#### 일사립 기전여교 재학 시절
1914년 전주의 기전여학교(紀全女學校)에 진학하였다. 기전여학교 재학 당시 그는 기독교인 여학생들의 소모임을 주관하고 기도와 신앙 활동을 하였다. 그의 노력에 감동한 기독교인인 기전여학교 교사 박현숙은 오히려 그들을 더욱 독려하고 자발적인 그들의 모임에 참여하기도 했다.
한편 그는 학생들 중 수업시간에 교사들에게 한국사를 가르쳐 주기를 요구하였다. 그러나 교사들은 일본의 눈치를 보느라 허락하지 않았다. 그는 '가장 친한 친구 세 명을 모았다. "한국사 책을 한권 구하여 매일 밤 수 페이지씩 베껴 쓰자. 쉽게 할 수는 없겠지만 얼마 안가서 우리들은 제각기 우리나라의 귀중한 역사책을 가지게 될 거야."라고 말하고는 학교의 교목인 김 목사의 집으로 가서 한국사책을 구해달라고 요구하였다. 그는 하고자 하는 바를 목사에게 말했고 목사는 나를 잠시 바라보더니 미소를 지었다. '한국을 구하려는 결심이 대단하다. 하여간 도와주겠어요. 하지만 위험하다는 것을 잊어서는 안 되네. 만일 일본인들이 그 사실을 알게 된다면 목숨을 잃을지도 모른다'며 만류하였다. 그는 무섭지 않다고 말은 했으나 두려웠고 목사님도 그것을 알고 있었다. 곧 목사님은 ‘동국역사’라고 쓴 가죽으로 싼 책을 한 권 가지고 왔다. 그 책은 우리나라에 관하여 한국 사학가들이 쓴 책이었다. 그는 그 책을 나에게 주면서, "이것은 대대로 물려받은 한국인의 유산이지, 아끼고 잘 간직해야 하네."
그는 김 목사에게서 받은 동국역사 책을 쓰개치마 속에 감추어 가지고 학교로 돌아왔다. 그날 밤부터 그는 친구들과 동국역사를 붓으로 베끼는 작업을 시작하였다. 전등을 켤 수 없었으므로 촛불을 키고 조심스럽게 쓰지 않으면 안 되었다. 임영신과 친구들의 작업은 몇 달을 두고 계속되었다. 복사가 끝나자 그것을 몰래 학교 밖으로 가지고 나왔다. 그 책은 목사님에 의해 애국 청년들과 지도자들의 손으로 전해졌다. 그들은 비밀 연구회를 조직하고 있었는데 장차 항일 운동의 중심이 될 것이었다.
| “ | 어느 날 아침 미스 골든과 몇몇 선생님들이 우리 교실로 왔다. 그들은 창백한 얼굴을 하고 있었다. 미스 골든이 입을 열었다. “여러분, 학교에 어떤 일이 일어나고 있는데 그것은 학교를 위해서나 우리들 한 사람 한 사람을 위해서나 좋지 않습니다. 내가 그 일에 대하여 일본 경찰에게 말하지 않더라도 그들은 알아낼 것이고 그러면 학교는 폐쇄되고, 여러분은 감옥에 갇히게 될 것입니다. 여러분은 내가 무엇을 두고 이야기하는지 알 것입니다.” 학생들은 죽은 듯이 고요하였다. “여기에는 두 명의 일본인 선생님들이 있는데 그들은 무엇인가 잘못되었다고 추측하고 있습니다. 여러분들의 침묵은 다만 모든 학생들이 관련이 있다는 것을 말할 뿐입니다.” 그러나 아무도 입을 열지 않았다. 우리는 손을 꼭 쥔 채로 앉아 있었다. 나는 크게 불안하였다. 몇몇 학생들은 견디지 못할지 모른다고 생각했기 때문이었다. 그것은 시험이었다. “여러분 중에 누군가가 아니면 여러분 모두가 매일 밤 불법 간행물을 필사하고 있습니다. 말을 해 보세요. 나는 여러분을 친자식처럼 사랑합니다. 여러분에게 무슨 일이 일어나는 것을 원치 않습니다. 나의 입장을 생각해 주시오. 나는 학교 교장이고, 선교사입니다. 예수의 빛을 여러분의 나라에 비치게 하려고 왔습니다. 만일 내가 수감이 된다면 내가 걱정하는 것은 내 자신이 아닙니다. 우리들 선교사 수는 극히 적습니다. 누가 이 땅에 기독교를 전파하겠습니까?” 그녀는 진실을 말하였다. 그러나 우리들도 우리들 자신의 안락을 생각하고 있지는 않았다. 우리들은 우리나라에 빛이, 강력한 자유의 빛이 비치게 하려고 애쓰고 있는 것이었다. | ” |

일본인 교사와 시학관들이 이 사실을 눈치채자 결국 그는 전주시내 서문 아래에 필사한 책들을 묻었다.
| “ | 그날 밤 우리는 전주의 서문 밑에 책들을 묻었다. 그것은 나의 지하운동 중에서 재빨리 배운 교훈 중에 하나였다. 할 일이 많이 있는데 자신을 노출시킬 필요는 없었다. 우리에겐 또 다른 할 일 들이 있었고 언제나 적들보다 한걸음 앞서 있어야 했다. 나는 우리가 묻은 역사책에 대하여 자주 생각하였다. 벌레가 먹지 않았다면 그것은 아직 서문 밑 어딘가 있을 것이다. 나는 1945년 정월에 전주에 있었지만 그것을 파볼 시간은 없었다. 그러나 언젠가는 전주에 가서 책의 잔해를 발견할 때까지 땅을 파 볼 것이다. 그리고 조금이라도 한 줌 먼지라도 남아 있다면 그것을 두고두고 간직할 것이다. 그것은 내가 적에게 쏜 최초의 총탄이었다. 그것은 조국의 가증스러운 지배자에 대한 나의 투쟁으로 쓴 최초의 무기였던 것이다. | ” |

#### 항일 동맹 휴학 활동
1915년 기전여고 2학년 시절 친구인 오자현 등과 함께 항일 자살특공대를 만들 계획을 세웠다. 그리고 명칭을 자살대 (自殺隊)라고 하였다. 첫 번째 모임에서 행동을 결정하였다. 학교에서는 매일 아침 일본 국가를 부르고 일본 황제의 사진 앞에 절하게 했다. 임영신과 자살대 멤버들은 그것을 거부하였고, 매일 아침마다 행해지는 여학생들의 거부 행위에 일본인 교사들은 분노하고 당황해했다. 그리고 얼마뒤 기전여고내에 자살대의 소문이 확산되었다.
그는 이어 학교의 각 교실마다 일본 천황의 사진이 붙어있었는데 하루는 수업이 시작되기 전, 새벽에 친구들과 몇몇이 뾰족한 나무 연필을 가지고 교실 창문으로 비밀리에 각 교실로 들어가 숨어들어가 모든 교실마다 붙어 있는 일본 천황 사진의 눈에 구멍을 뚫어 놓았다. 그 날 아침 조회에 이를 발견한 일본인 선생들은 분개하여 교장인 미스 골든 선교사에게 찾아가서 항의하였다. 임영신과 자살대 회원들은 스스로 자신이 한 것이라고 했고, 주모자를 찾을 수 없던 미스 골든은 이들을 기숙사로 보냈다.

#### 쓰개치마 거부 운동
이어 교내에서 그는 쓰개치마 안입기 운동을 주도했다. 조선이 멸망하고도 한국의 여성들은 외출시 쓰개치마를 입고 다녀야 했다. 그는 이를 인습이라 주장했다.
| “ | 우리들의 적은 일본인만은 아니었다. 우리는 평생 동안 우리를 억압하는 한국의 오랜 풍속하고도 싸워야 했다. 쓰개치마가 그 한 예였다. 쓰개치마는 성장한 여자가 외출할 때 머리에서부터 몸을 가리기위해 쓰던 치마였다. 그것은 불편할 뿐만 아니라, 여성은 생활 공동체에서 남자와 평등한 위치를 가질 수 없다는 것을 강조하는 것이었다. 쓰개치마를 입은 여자가 자신의 말에 남자들이 귀를 기울이게 만든다는 것은 여의치 않은 일이다. 비가 쏟아지는 어느 일요일 우리는 이 전통에 반항할 기회를 얻었다. 우리는 쓰개치마라는 구속물에 싸여서 교회에 가기 위하여 투덜거리며 기숙사를 나왔다. 교회에 도착할 무렵에 우리들은 축축하게 빗물에 젖어 있었다. 많은 학생들은 재채기를 하기 시작하였다. 예배당을 떠날 때 몇몇 학생들이 미스 골든에게 비에 젖은 쓰개치마를 입는 대신 들고 가도 좋으냐고 물었다. 그녀가 놀랐다. “선교사가 온 것은 여러분의 도덕성을 높이려고 온 것이지 풍속을 바꾸려고 온 것은 아닙니다.” 우리들은 빗물에 흠뻑 젖어 미끄러지듯 진흙길을 걸어서 기숙사로 돌아갔다. 온 몸은 물에 빠진 듯 젖어 있었다. | ” |

그는 친구 오자현 등과 함께 교장실로 가 교장인 골든에게 쓰개치마를 입지 않게 해 달라고 요구하였다.
| “ | 죄송합니다. 선생님. 그러나 우리들은 학교 밖으로 나갈 때 쓰개치마를 더 이상 입을 수가 없습니다. 그것은 바보처럼 보일뿐만 아니라 건강에도 해롭습니다. | ” |

그러나 교장 골든은 이를 거절하였다. '우리들이 일본 국가 부르기를 거절하였고, 기물을 파손한 사건들이 겹쳐 일어난 뒤였으므로 미스 골든은 화가 쌓이고 있었기 때문이었다. 드디어 그녀의 화가 폭발하고야 말았다. “나쁜 사람들! 여러분은 나쁜 사람들이오. 심히 나쁜 사람들이오. 좋은 기독교인들을 괴롭히려는 생각만을 가지고 있는 나쁜 사람들이오. 여러분들은 학교를 계속 위기로 몰아넣는 사람들이오!"라고 비판하였다.
| “ | 임영신 : “선생님은 한국인을 사랑하시지요? 선생님도 우리 민족이 미국인들과 같이 진취적으로 되기 위하여 낡은 풍속이 변화되기를 원하시지요?” 골든 교장 : “그렇소, 그러나......” 임 : “지금이 바로 그때입니다. 선생님, 만일 우리들이 우리나라를 뒤떨어지게 한 낡은 생활 방법을 그대로 유지한다면 우리는 자유롭게 생활할 수 없을 것입니다.” 교장 : “닥치시오, 어린 학생! 그것은 위험한 생각입니다.” 임 : “상관없습니다. 저는 선생님께 무슨 말이든 말씀 드릴 수 있습니다. 선생님은 저를 이해하실 것입니다.” 교장 : “만일 네가 나의 친구라면 더 이상 그런 말은 하지 마시오. 그렇지 않으면 경찰이 오게 되고 기독교 선교 사업은 끝장이 날 것입니다.” 임 : “그러나 선생님, 기독교는 싸워야 합니다.” 교장 : “당신들은 내가 어떻게 하기를 원합니까? 기숙사로 돌아가시오. 여러분들이 좋은 학생이 되었다는 것을 내가 알 때까지 저녁 식사도 없을 것이고 특권도 없을 것입니다.” 얼마 안가서 우리들 중 몇몇은 퇴학을 당하리라는 것을 박현숙을 통해 알게 되었다. 그러나 이상하게도 나의 이름은 명단에 없었다. 내 생각에는 아버지의 은근한 영향력 때문인 것 같았다. | ” |

아버지가 지역유지라서 그는 퇴학당하지는 않았다. 그러나 함께 쓰개치마 입기 거부운동을 벌이다 퇴학당한 학생들의 복학을 위해 1915년 10월 2학기 중 동맹휴학을 주도한다. 그는 동료 학생들에게 흰 저고리와 검은 치마를 입고 쓰개치마는 입지 않되, 한마디 말도 하지 않고 건물과 기숙사에서 나와서 복학 요구를 하였다. 이어 교목인 김목사의 사택에 가서 집단 시위를 하였다. 김 목사는 교장을 설득하겠다 하여 학생들을 되돌려보냈고, 이어 학교에서는 비상이 내려져 학부형들이 소환되었다.
| “ | 다음날 우리는 모든 학부모들이 소집된 것을 알았다. 이것이 사태를 중대하게 만들었다. 우리는 학교 당국을 거절할 수는 있었으나 부모님들을 거역할 수는 없었다. 김 목사님 댁 쪽으로 오는 여러 아버지들을 보며 우리들은 겁을 먹은 채 방구석에 앉아 있었다. 김 목사님은 나에게 물었다. “어떻게 할 것이지요?” “어떻게 해야겠습니까?" 나는 목사님에게 되물었다. ”한 지도자가 배워야 할 최초의 교훈은 행동의 결과를 무서워해서는 안 된다는 것입니다. 나가서 여러 아버지들에게 말을 해야 해요. 그들을 설득하지 못한다면 여러분의 투쟁은 무로 돌아갈 것입니다.“ 그의 말은 옳았다. 나는 밖으로 나가 아버지들을 기다렸다. 그들이 가까이 옴에 따라 나의 아버지가 그들 사이에 끼여 있는 것을 발견하고 무서워서 떨었다. 아버지를 대할 때마다 나는 항상 걱정과 불안 속에 있었는데 지금부터 내가 해야 할 일은 그 중 가장 커다란 일이었다. 아버지에게 인사를 하려고 했으나 아버지는 못 본 척하였다. 그들이 문으로 접근하였을 때 나는 문 앞에 서서 몸으로 입구를 막았다. "제 말씀을 좀 들어주세요. 저희들은 아무 잘못도 저지르지 않았어요. 저희들은 퇴학을 당한 친구들을 보호하려고 하는 것입니다. 그리고 우리나라를 미약하게 한 낡은 풍속을 없애려고 하는 것뿐입니다." 아버지는 손으로 나의 저고리를 잡았다. ”쓸데없는 말 그만해라.“ 하며 그는 엄하게 말했다. ”너는 쓰개치마를 입지도 않고 낯모르는 사람들을 대하는 것을 수치스럽게 생각해야지. 또 어른들께 네가 이래라 저래라 고 할 수 있느냐!" 나는 물러서지 않았다. 나는 아버지를 똑바로 보았다. “저는 제 자신을 위해서가 아니고 여러 학생들을 위하여 말하는 것입니다. 저는 수치스럽게 느끼지 않아요. 또 어른들을 존경하지 않는 것도 아닙니다. 저는 어른들에게 예의를 다하여 제 말씀을 들어 주십사 하고 부탁드리는 거예요. 제가 어른들이 생각지 않았던 일들을 말씀드릴 수 있을지도 모릅니다.” 아버지들 중의 한 분이 호기심에서였는지. “말을 계속하게 내버려 두시오.” 라고 외쳤다. “여러 어른들께서는 저희들을 학교에 보내심으로써 이미 중요한 전통을 하나 깨신 것이었습니다. 이와 같은 사실은 더 발전하는 것입니다. 저희가 쓰개치마를 입는 것에 반대하는 것은 저희들이 달라지고 있다는 것을 보여드리려는 것입니다. 어른들께서 저희들에게 동의하시건 안 하시건 간에 이일이 어떻게 일어났는지는 확실히 이해하실 수 있을 것입니다. 저희들의 동맹 휴학은 가장 친한 친구 몇몇이 퇴학을 당하게 됨으로써 일어났습니다. 그리고 저희들에게도 무슨 일인가 일어날 수 있다는 것에 걱정을 하고 있습니다. 만일 저희들이 강제로 학교로 되돌려 보내진 다면 어떤 고통을 당할지 모릅니다. 만일 그렇게 된다면 저희들은 다른 어느 학교에도 다니지 못하게 될 것입니다.” 그러자 중얼거리는 소리가 들려오고 몇몇 아버지들은 아무 대답 없이 돌아서기 시작하였다. 나의 아버지도 몸을 돌렸다. 나는 아버지를 불렀다. 아버지는 몸을 돌려 나를 바라보시고는 딴 분들과 같이 걸어갔다. 나는 집안으로 들어갔다. 학우들이 나를 둘러쌌다. 그들은 내가 한 말을 모두 들었다고 했다. 김 목사님이 나의 손을 잡았다. “잘 했어요.” 나는 울고 있었다. “걱정할 것 없어요.” 하고 그는 나를 위로 했다. “아버지께선 자네와 다시 가까워질 것이야. 아버지들로서는 딸들이 자라 자신들로부터 멀어져가는 것이 안타깝기도 하겠지만 곧 여러분이 성숙해지는 것이 아버지와 가까워지는 것이라는 것을 알게 될 것입니다.” | ” |

학부형들이 소환되는 등의 사태를 겪은 뒤 교장 미스 골든은 아버지들과 상의하였고 아무도 퇴학당하지 않을 것이며, 쓰개치마도 입지 않아도 된다고 허용하였다. 조선총독부나 일본인 시학관이 강요하지는 않았으나 여자가 외출시 쓰개치마를 입는 것은 조선의 오랜 전통이었고, 일본인이나 미국, 서양인 선교사들도 없애지 못한 풍습이었다. 이후 경성부에도 알려지게 되면서 1916년부터는 소녀나 처녀들이 외출 시에 쓰개치마를 입지 않는 현상이 전국적으로 확산되었다.

### 일제 강점기 활동

#### 고교 졸업
1916년 7월 기전여고 3학년 여름방학 때 금산의 집으로 되돌아갔다. 그는 '나는 학교에 다니겠다는 내 고집으로 부모님께 이와 같은 모욕과 수치스러움을 느끼게 한 데에 죄책감을 느꼈다. 동리의 보수적인 사람들에게 나는 옳지 못한 여자였으며 그들은 내가 정신적으로 잘못된 데가 있다고 확신하고 있었다. 나는 채소 밭에 간다 던 지 집 근처 들을 산책하는 것 외에는 집 밖으로 나가는 일은 없었다. 때때로 남산에 올랐는데 거기에는 우리 집 뽕 밭이 있었다. 나는 숨어버리고 싶었다. 미스 골든이 옳았다. 나는 내가 접촉하는 모든 사람들을 불쌍하게 만드는 말썽꾸러기였다.'고 회상하였다.
1916년 8월 다시 전주로 올라갔다. 3학년 2학기 무렵 교목 김목사는 우수한 성적의 여학생들과 국내 명문가의 자제들과의 결혼을 주선하였다. 그는 '한국의 딸들을 결혼 시키는 전통적 풍습의 야만성을 여기에서 다시 만나게 되었다.'며 강하게 반발하였다.
1917년 고향 사람들 중 일부는 일본의 강제 이주 정책 혹은 생계로 고향을 떠났지만 그의 집은 지역 유지인 덕에 무사하였다. 오히려 그가 학교생활을 하는 것이 알려지면서 딸들을 학교로 보내는 것이 고향 마을에도 점차 확산되었다. 4학년 2학기 무렵 일본인들이 조선인 청년들을 구타하는 것을 보고 충격을 받고 한국인 지하 활동에 대한 자료를 찾아서 접하기도 했다. 1918년 3월 20일 기전여학교를 졸업하였다.
이때 학교 동료들과 함께 일본인 교사와 시학관을 골탕 먹이기 위해 조직했던 자살대를 공식 해체하였다.

#### 교육 활동과 독립운동

##### 소학교 교사 생활
아버지는 그에게 이화학당에 보내주겠다고 제의하였다. “이제 나는 너를 강제로 결혼 시킬 수 없다는 것을 알았다. 그것은 네가 공부하여 가문에 끼친 영광만큼 수치스러운 일이기도 하다. 그런데 네 생각은 어떠냐? 너를 이화 대학에 보내 주겠다. 그것은 네게 4년 동안 더 공부할 기회를 주는 것이야. 그리고 공부가 끝났을 때 결혼을 하는 게다.” 그는 아버지가 기대한 바에 대하여 기대와 유혹을 느꼈으나 거절하였다.“저는 그렇게 할 수가 없습니다.” 아버지는 의외라는 듯 말씀하셨다. “그러나 너는 항상 공부를 하고 싶어 하지 않았느냐?” “예, 그러나 저는 어떤 사명을 완수할 때까지는 결혼을 할 수 가 없습니다.” “너는 계집아이다. 좋은 여자가 되는 것이 너의 유일한 사명이야!”더 이상 대화가 되지 않았고 그는 헤어져서 전주 시내로 갔다.
1918년 전주 기독전문여학교를 졸업하고, 그해 3월 기전여학교 시절 교사의 한 사람인 이순길의 주선으로 천안 양대소학교(良垈小學校)의 교사가 되었다. 대전역에서 천안역으로 열차를 타고 천안의 한 광산촌 하숙집에서 숙식 하며 교사로 생활하였다. 그는 교사로 있으면서 학생들에게 매질을 하지 않아서 화제가 되었다.
| “ | 학교 일과가 끝난 뒤 교원 회의에서 그 마을의 어른인 유 씨와 이 선생님은 학생들을 때리지 않는다고 나를 나무랐다. 유 씨는 회초리 하나를 내 손에 쥐어주면서 강한 어조로 말했다. “때려야 해요. 애들을 때리는 게 겁이 납니까?" ”겁이 나는 것은 아닙니다. 전 차마 아이들을 때릴 수가 없어요.“ 우리는 수 시간 동안이나 토론했으나 마지막에는 나의 어린 시절 이야기를 해주고 끝이 났다. | ” |

그는 8세 때 신기해 보이던 활동 사진을 보기 위해 몰래 홀로 하인을 데리고 외출했다가 아버지에게 발각되어 회초리로 맞았지만 활동 사진을 보러 간 것이 아니라고 거짓말을 하다가 발각되었다. 뒤늦게 사실대로 말하고 용서를 구하였지만 아버지의 매질은 계속되었고 할머니가 와서 말려서 매질이 멈추어졌다. 그리고 그는 1개월 간 걷지도 못하였다. 그는 이것을 설명하며 매질이 과연 학생들을 진심으로 반성 시킬 수 있는가 에 대해서 질문하였다. 아무도 대답하지 못하였고 이때부터 양대소학교에서는 이유 없이 수시로 매질 하는 악습이 사라졌다.

##### 민족자결주의 운동과 지하 독립운동
1918년 겨울 독감의 유행으로 고통을 겪었다. 그러나 그해 11월 미국 대통령 우드로우 윌슨의 민족자결주의에 대한 정보를 입수하였다. 윌슨의 민족자결주의에 그는 고무되었다. 그는 전주기전여학교에 다닐 무렵에 이승만이 미국에서 지하 조직을 결성하고 있다는 소식을 접하였다.
1918년 12월, 어느 사업가를 통해 경성부에 있는 한국인 지하조직 활동가를 만났고, 그에게 이승만이란 사람에 대해 물었다. 이 활동가는 행상으로 가장하여 천안으로 내려와 그의 숙소에 드나들었다. 그리고 비밀리에 인쇄한 삐라들을 그에게 건네 주고 1919년 초에 전국적인 소요사태를 일으키는데 동참할 것을 부탁했다.
| “ | 상하이에 있는 한국 지하운동 본부는 프랑스 조계 내에 있는 것으로 알려졌다. 이 박사의 메시지는 한 지하 운동원에게 전달되었으며 그는 그것을 남경으로 가지고 갔다. 남경에는 제2의 비밀 본부가 있었다. 그 다음에 한 연락원이 그 메시지를 가지고 두만강까지 와 거기서 기다리고 있던 연락원에게 전달하였다. 한국으로 메시지를 가지고 들어오기에는 겨울이 가장 안전하였다. 그것은 강이 얼어서 지하 운동원들이 일본군이 순찰하는 다리를 사용하지 않아도 되었기 때문이다. 그 메시지가 접수된 바로 직후에 유행성 감기가 퍼졌다. | ” |

미국에서 이승만이 지하조직을 만들어서 소요사태를 일으키려 한다는 정보 외에 중국 상하이에 한국인 지하운동 조직이 있고, 난징에는 그 조직의 지부가 있으며 이들이 1919년 초에 전국적인 사태를 일으키려 한다는 정보를 입수하고 동지들을 만나, 비밀리에 사태에 동참할 계획을 세운다.
1919년 2월 중순 경성부에서 온 연락원과 만났다. 그는 '태황제께서 돌아가셨소. 일본인이 독살하였소.'라며 거사를 결행할 때가 다가왔음을 알렸다. 이때 '연락원들은 자주 왔다. 때로는 말을 타고 왔으며, 때로는 여행자나, 행상, 거지로 가장하고 오기도 했다. 그리고 일본경찰의 순찰이 더 잦아졌다. 낯모르는 방문객들은 검문을 당했으며 그들의 증명서를 조사하고 몸을 검색했다. 연락원들은 그들이 검문에서 무사히 통과되면 노래를 부르면서 학교 옆을 지나갔다. 그 노래 소리가 신호였으며 나는 산 밑으로 가 그들을 만났다. 그들이 가지고 온 메시지들은 가장 신나는 뉴스가 되었다.'고 한다.

##### 3.1 운동 전후
1919년 2월 초, 경성에 있던 지하조직원들은 각지로 흩어졌다. “지하운동본부는 3월 1일 큰 시위를 결정하였소. 그것은 전 세계에 우리들의 자치 결심을 보여주기 위한 것이오.” “서울의 파고다 공원에서 정오를 기해 종이 울리면 모든 한국은 자유를 위하여 절규할 것이오. 우리들의 시위가 베르사이유에 알려지자마자 세계의 민주국가들은 우리들을 자유로 만들 것이오.”라 하였다. 어느새 임영신은 자신도 모르는 사이에 지하 조직의 충청남도 천안군지부의 대표가 되어 있었다. 3월의 시위를 위하여 동지들을 규합, 국기와 삐라들을 입수하고 삐라와 기타의 문서를 배포하며 국기를 나누어줄 계획을 세웠다.
1919년 3.1운동 당시 만세운동에 참여하였고, 전주 만세 운동에도 참여하였다. 3월 1일부터 서울 파고다 공원에서 만세 시위가 벌어졌다는 소식을 듣고 천안역으로 가서 만세 운동에 동참하였다. 만세 시위가 확산되자 주부처럼 머리를 땋아올리고 상복을 구하였다. 천안에서 만세 운동을 벌이던 중 수상하게 본 일본 경찰에 의해 수색되었으나 자신을 시골 부인이며 어머니의 장례식에 가야 된다며 우겼다. 몸에 소지하고 있던 독립 선언서는 발각되지 않았다. 형사들은 몇명을 감시인으로 딸려서 내려보냈고, 열차로 이동하던 중 이들이 점심 식사하러 간 사이에 열차의 다른 손님의 아이를 빌려서 자신의 아이인 척 위장하였다. 그는 부인에게 자신이 쫓기고 있음을 설명하고 전주까지 가는데 같이 가달라고 부탁하였다. 부인의 승락으로 전주까지 아이 엄마 행세를 하면서 내려갔다.
3월초 전주역에 도착하여 이동우, 김건보를 비롯한 전주, 완산, 익산 지역의 인사들과 만세 시위를 계획하였다. 3월 12일에 만세 시위를 계획하고 신일룡이 운영하던 완산 병원에서 계획을 추진했다. 3월 12일 전주 남문에서 열린 만세 시위에 동료들은 그에게는 참여하지 말 것을 권고했으나 만세 시위에 참여하였고, 곧 들이닥친 일본 형사들에 의해 체포당했다. 장내는 아수라장이 되었고, 부상자가 속출했다. 곧 체포되어 구타당한 후 전주 감옥에 투옥되었다. 이후 고문을 당했고, 나체로 검문검속을 당했으며 옥문 밖에서는 이 형문을 두고 시민들의 항의가 계속되었다.

##### 3.1 운동 실패 이후
3월 19일부터 고문이 계속되었고, 곧 재판에서 징역 7개월에 집행유예 3년을 선고받고 서대문형무소에 투옥되었다. 어머니는 다시는 전주에 가지 않겠다는 약속을 받아내고 그를 석방시키려 했지만 그는 어머니의 부탁도 거절하고 투옥, 그해 6월 가석방되어 풀려났다. 석방 직후 전주로 내려가 완산 병원의 의사인 신일용과 잠깐 교제하였다. 그러나 대구고등법원에 다시 소환되어 집행유예 3년 6개월의 형을 선고받았다. 그리고 신일용과도 헤어졌다.
그 뒤로도 신일용은 금산군의 그의 집에 비밀리에 연애편지를 계속 보냈고 이는 아버지 임구환에게 발각되었다. 아버지 임구환은 처녀에게 편지를 보낸다며 좋지 못한 사람이라며 분개하였다. 신일용이 그에게 보낸 연애편지는 그대로 아버지에게 압수당하였다. 1919년 10월 그는 상하이에서 임시정부가 수립되었다는 소식을 접하다. 그러나 그는 집행 유예 상태였고 금산의 집에 감금당해 있었다. 그 뒤 상해임시정부의 연통제(聯通制)에 관여하기도 하였다.

#### 일본 유학 생활과 감시
1919년 11월 비밀경찰의 눈을 피해 집을 나와 열차편으로 부산에 도착, 배를 타고 일본에 도착해 히로시마로 갔다. 히로시마기독여자전문학교(廣島基督女子專門學校)에 입학, 그는 게인스(Gaines)와 샤론(Sharon)이라는 수녀들을 만났다. 그러나 형사들 사이에도 연락이 계속되어 형사들은 밀착하여 그를 감시하였다. 이때 일본인 동기로부터 일본 여자와 한국 여자의 차이점을 듣게 된다.
그에 의하면 '일본인 여자들은 우리 한국 여자와는 대단히 달랐다. 그들은 혼전에는 우리보다 많은 자유를 누렸다. 그러나 결혼 후에는 우리들보다 덜 자유로웠다. 그들은 자유롭게 남자를 만나는 것이 허용되어 있었으며 그들의 천황에게 미래의 영광을 돌리기 위하여 사생아를 생산해도 좋다고 격려까지 받고 있었다. 그들의 잡담에는 한 남자가 얼마나 많은 기생을 처리할 수 있는가'하는 토론까지도 포함되어 있었다. 이어 '그들의 성에 대한 이야기는 아주 세밀했으며 그것은 나에게 충격적 이었다.물론 일본 여자라고 해서 내가 만난 여자가 전부 관능적인 생활을 하는 것은 아니었지만, 침략을 계획하고 있는 나라로서 인력을 증가시키기 위한 정책을 채택하는 것은 당연한 일이었다. 그것은 몇 년 안 되어서 독일에 있어서도 마찬가지였다.'는 것이다.

#### 영명학교, 이화학당 교사 생활
1921년 히로시마기독여자전문학교(廣島基督女子專門學校)를 졸업하고 귀국, 선교사 친구인 메리 쉐라(Mary Shearer)를 찾아가 그의 도움으로 공주 주 영명여학교(永明女學校)의 교사가 되고, 그 해에 이화학당에서 교사를 구한다는 정보를 입수, 이화학당(梨花學堂)의 교사로 출강하였다. 1921년 4월 딸들이 일본인들에게 끌려갈까 염려한 금산의 주민들이 그에게 자신의 딸들을 데려가줄 것을 요청했고, 그 중 9명을 선발하여 영명여학교에 입학시키고 이들의 생계를 지원하였다. 1학년 1학기 여름방학 때 9명의 소녀들을 데리고 금산으로 내려갔다. 공주군 영명여학교에 재직 중에도 지하 운동가들과 접선, 상하이 임시정부와 줄을 대었다.
1921년 10월 공주 YMCA 청년회에 가입하였다. 강연에서 그는 '우리들은 장래에 대한 희망을 버릴 수가 없습니다.'라는 주제로 강연,“만일 우리들이 그 희망을 버린다면 하나님은 우리들을 돕지 않으실 것입니다. 하나님은 항상 자신들과 딴 사람들을 위해서 투쟁하는 사람들과 같이 계십니다.”라고 하였고 군중이 환호하였다. 이어 경찰이 강단으로 뛰어 올라오려 하자 청중들은 몸과 몸으로 벽을 만들었다. '왜놈들을 죽여라'하는 고함소리도 들렸고 경찰들은 후퇴했다.
이 사건으로 다음날 새벽 경찰이 기숙사로 와서 그를 공주경찰서로 연행했다. 그러나 그들은 어떤 구체적인 죄목을 들 수 없었으므로 쉐라 부인의 책임 하에 석방시켰다. 교사 증을 압수하면서“만일 당신이 그와 같은 연설을 다시 한다면 종신 수감될 것이오.”라고 경고했다. 며칠 뒤 경찰은 그가 아직까지 집행 유예(1922년까지)라는 것을 알아냈다. 이때 도지사와 공주 시장과 공주 교육 국장이 나의 경력을 세밀하게 조사하지 못했다는 이유로 해임당했다. 그는 공주를 떠나려 했으나 쉐라 부인의 배려로 영명여학교 병설 유치원의 교사가 되어 유치원을 운영하였다. 이때 신일용이 보낸 사람이 그를 찾아왔으나 거절하고 되돌려보냈다.
1922년 영명여학교 교사를 그만두었다. 1924년엔 이화학당 교편에 자리잡았다가 관동 대지진으로 아수라장이 된 일본에 유학한 이웃들의 자제들의 생존 여부를 파악하기 위하여 일본으로 건너가려 하였다. 그러나 조선총독부 외무국에서 처음엔 출국 허가를 내주지 않았으나 여러번 설득 끝에 일본으로 건너갈 수 있었다. 일본에서 조선인을 학살했다는 사실을 지하조직 요원들에게 접하고 그들의 임무를 수행하기 위해 요코하마에서 하와이에 도착하여 이승만이 운영하는 동지회로 갔다.

#### 미국 생활
1923년, 관동 대지진으로 요코하마에서 일본인이 한인들을 대량 학살한 현장 사진과 사망자 명단을 입수해 이승만에게 전달하기 위해 그해 도미하였다. LA서 유학하고 있던 오빠 임양희와 그녀는 이승만이 투숙하고 있던 호텔로 찾아가서 해당 자료들을 건네주었다. 임영신은 이제 이것들을 서방 언론에 폭로하면 열강들의 도움을 입어 곧바로 독립이 될 것이라며 순진하게 들떠있자 이승만은 그녀에게 다음과 같이 말해주었다.
| “ | 나는 이 사진들을 공표할 것이지만, 이것은 앞으로의 긴 싸움의 한 챕터에 불과합니다. 지금은 미국인들과 그들의 정부는 일본과 친밀해지려고 노력하고 있습니다. 그들은 일본의 거짓말을 철석같이 믿고 있으며, 우리가 이 자료들을 기사로 폭로해도 그들은 우리의 이야기들을 믿지 않을 것입니다. 그들은 우리를 전쟁광내지는 분쟁을 일삼는 자들이라고 부를 것입니다. 임 양, 하나의 것으로 한국의 승리가 찾아오지 않습니다. 세계가 우리에 대해서 아무것도 돌아보지 않더라도 우리는 독립에 대한 소망을 버리지 않을 것입니다. 일본은 아주 강합니다. 우리는 희망하며 싸울 것입니다. 누군가는 생각하기를 우리가 현실과 괴리되었다고 합니다. 그러나 언제든 자유의 꿈이 스며든 사람들이 그것을 위해 싸우려고 한다면, 그 꿈은 실현될 것입니다. 임 양, 우리는 앞으로 더 많이 서로 만날 것입니다. 많은 시간이 지날 것이고 어느 날, 우리는 서울에서 함께 설 것이며 그 때, 이 만남을 기억하세요. | ” |

그녀는 그로부터 자유 민주주의 국가, 국민이 주권을 행사하는 국가, 외교와 국제 사회에 대한 설득 등으로 독립을 달성해야 한다는 그의 견해에 깊이 공감하면서 그를 적극적으로 도와주게 되었다. 이때 윤치영, 허정, 박마리아, 이원순 등을 만나 오랫동안 이승만을 보좌하게 된다.
둘째 오빠인 임양희에게서 여비를 받아 그래머시 플레이스(Gramercy Place)의 노인 요양원에 취직하여 노인을 돌보았다. 그 뒤 기초부터 영어를 배우기 위해 그래머시 플레이스 초등학교에 입학하였다.
당시 미국 교포 사회에는 안창호의 흥사단과 이승만의 동지회가 대립하였는데, 안창호에게 편견이 없던 그는 동지회와 국민회 한쪽에 치우치지 않고 객관적으로 보며 양자간의 시각 차이를 줄이려고 노력했으나 실패하였다. 그러나 그녀는 이승만에게 매료되어 그를 지지하였다. 그 뒤, 미국 남캘리포니아 대학교에 입학하였고, 동 대학의 대학원에 진학했다. 1931년, 남캘리포니아 대학교 대학원을 졸업할 때까지 그는 이승만을 측근에서 보좌하였다. 1925년 미국 남캘리포니아 대학교(University of Southern California)에 편입하였다.
| “ | 그의 독립 투쟁에 있어서의 일률적인 용기와 정직성, 추진력, 그리고 그의 지혜는 나에게 정신적 자극제가 되었다. 때때로 그는 너무나도 개방적이고 직설적이었으며 따라서 외교적 언사로써 포섭될 수 있었던 사람들도 말로써 놓쳐 버리기도 했다. | ” |

#### 일제 강점기 후반

##### 대학 재학 시절
호탕하고 활달한 성격으로 일본 히로시마에 있을 때와 캘리포니아주에 체류 중 조선인 유학생들의 모임을 결성, 이들을 기독교로 개종시키는데 노력하였다. 또한 식당과 상점에서 점원으로 일하며 용돈과 학비를 스스로 조달하였다.
그는 미국내 교포들을 설득시킬 방법을 궁리하던 중, 연극과 영화 상영을 계획하였다. 1925년 3월 1일 기념식에 LA의 한인 교회에서 연극을 하였는데, 그것은 광주의 한 소녀가 시위운동 때 팔을 잘리는 얘기였다. 그 얘기의 절정은 그녀의 부모가 그녀를 살리기 위해 뛰어갔으나 잔인하게도 죽음을 당하는 장면이었다. 연극은 한국인 교회에서 공연되었고 많은 사람들이 모여 관람하였다. 상영 직후 그는 근처에 사는 한국인 교포의 3살 된 아들이 부엌칼을 들고 이웃집에 사는 일본인 집에 들어가서 소란이 벌어지기도 한 것을 목격하였다.
영어실력이 부족하던 그는 영어로도 고생한 반면, 학비 마련을 위해 노동을 해야 했다. 로스앤젤레스 시의 올랜드 보겔(Orlando Vogel) 부부의 집에서 아침 5시부터 학교 갈 시간까지 가정부와 아이 돌보미 일을 하였는데 '오후에는 4시부터 8시까지 일을 하고 나서 새벽 3시까지 공부를 했다. 나는 영어와 씨름을 하느라고 사전의 책장을 이리저리 넘기며 시간을 보냈다. 웹스터 사전은 불행하게도 내가 고민에 못 견디어 고함을 지를 때면 방바닥으로 날아갈 때가 많았다. 그럴 때면 미국인들도 ‘한국어를 배우는가?“ 하는 회의로 단념하고 싶기도 했다.'고 회상하였다. 학점이 부족했던 그는 방학때의 보강에도 나갔다.
영어 실력의 부족으로 성적은 그다지 우수하지 못하여 B와 C를 전전하였다. 남캘리포니아 대학교 재학 중 그는 아르바이트 등으로 돈을 모았다.
| “ | 2년 동안이나 나는 가정부로서 일을 했다. 봉급은 일주일에 6, 7불로부터 12불까지였다. 그 2년 동안 나는 내 자신을 위해서는 한 푼도 쓰질 않았다. 오빠들과 친구들이 입을 옷을 주었고, 밥과 방세는 내가 일을 해준 사람들에 의해서 제공되었다. 그래서 나는 거의 2천불이라는 돈을 저축하게 되었다. 나는 많은 돈을 한국으로 가져가고 싶었다. 왜냐하면 내가 할 수 있는 일은 우리나라의 여성들을 지도자로서 훈련시키는 대학을 설립하려고 했기 때문이었다. | ” |

##### 대학원 수료와 귀국
1927년 가정부 일을 그만두고 오빠 양희가 운영하는 과일 가게의 일을 거들어주었다. 오빠 양희는 그에게 돈이 필요함을 알고 월급을 주었다. 1928년 8월 어머니의 사망 소식을 듣고도 귀국하지 못하고 계속 미국에 체류하며 일과 공부에 전념하였다. 한때 주유소에 취직하여 돈을 벌기도 했다. 1930년 남캘리포니아 주립대학을 졸업하고, 동 대학의 대학원으로 진학하였다.
1931년, 남캘리포니아 주립대학교 대학원을 수료했다. 미국 캘리포니아대에 유학 중일 때 이승만은 그에게 청혼을 하였으나 거절하였다고 한다. 1957년, 미국 남캘리포니아주립대학 명예박사, 1962년, 롱아일랜드대학과 1971년, 니혼대학(日本大學) 등에서 명예박사 학위를 받았다.
1931년, 남캘리포니아 주립대학교 대학원에서 철학석사학위를 받았으며, 논문은 『한국불교도들의 기독교신앙으로 전향하는 길』이었다. 미국 캘리포니아주립대학교 대학원을 졸업한 뒤, 1932년 배편으로 귀국, 하와이의 이승만을 방문한 뒤, 요코하마 항에서 배를 갈아타고 부산항을 통해 입국했다. 그 뒤 그는 한국인 밀정의 감시를 당하기도 했다.
| “ | 한국인들은 서로를 불신하기 시작했다. 어떤 사람들은 일본인들에게 아부하여 그들의 비밀 공작원으로서 활동했고, 많은 경우에 있어서 일본인들에게 고용된 한국인들은 동포에 대하여 일본인보다도 더 나쁜 행동을 자행했다. 나는 지하운동가였던 친구들을 방문했다. 장래의 운동에 관해서 그들의 견해를 물었고, 내가 미국에 있었던 지난 10년 동안 국내의 일들을 물었다. 그들의 얘기를 듣고서야 국내 운동이 적극적이지 못했던 것을 이해할 수 있었다. 그들은 지쳐 있었다. 격려해 주는 사람도, 한국에 대해서 관심을 갖는 사람도 없었기 때문이었다. | ” |

귀국 직후 그는 바로 조선여자기독교청년회연합회(YWCA)에 가입하여 활동하기 시작했다. 이때 미스 사라 라이언(Sarah Lyon)은 국제 Y.W.C.A.의 서기였는데 한국의 형편을 연구하기 위한 특별 대표로서 제네바에서 왔다. 임영신은 그를 데리고 다니며 한국의 YWCA가 있는 곳을 방문하며 이들의 활동을 소개해주었다.

##### 교육 활동
1932년 4월 중앙보육학교를 설립하여 교장이 되었으며, 바로 박희도와 김상돈으로부터 재정난에 처한 중앙 유치원 교사 양성소를 인수하여 유치원 교사들을 양성하였다. 북 장로교회로부터 나는 ‘피어슨 성서 학교’(The Pearson Bible School) 라고 알려져 있는 선교학교 건물을 빌려서 중앙보육학교를 개교하고, 직접 교사를 초빙, 철학과 심리학에 이종우, 음악에 홍성유 부부, 회화와 문학에 박봉애, 과학에 이원실, 서무주임은 김태호를 영입하였다. 또한 교과목에는 아동심리학, 교수법, 기독교 교리, 예술, 자연과학, 가정학, 음악, 체육, 문학, 아동영양학, 수공, 구기, 그리기, 위생법, 그리고 일본사 및 동양사 등을 직접 선정하였다. 1933년 중앙사범학교를 개교했고, 그해 조선여자기독교청년회연합회(YWCA) 총무를 지냈다.
보육학교와 유치원 교사 양성소를 운영하면서도 상하이의 대한민국 임시정부의 지하 조직과 꾸준히 접선하였다. '집단적인 대중봉기 대신 훈련된 테러 요원을 통해 운동을 계속했는데, 일본인들을 암살하고 기차를 탈선시키는 등 그들의 활동을 방해'하는 정보를 꾸준히 접하였다. 당시 조선인 지하 운동은 송진우 일파와 여운형 일파, 박헌영 일파가 있었는데, 그는 어느 쪽도 지지하지 않고 중간파를 형성하였고, 이승만 계열인 YMCA를 주축으로 또 대한민국 임시정부쪽과 연결하여 활동, 국내 정보와 동향을 전달하였다.
유치원과 소학교 교사들을 교육시키는 것 이상의 교육활동을 하고자 하던 그는 조선총독부 교육국으로 가서 고등학교와 전문학교 교수를 훈련할 수 있는 허가를 내줄 것과 중앙사범학교를 전문학교로 승격해 줄 것을 요구하였다. 그러나 번번히 거절당했으며, 그들의 규칙을 조심해서 지키는 동안은 학교를 폐쇄하지 못하고 있었으나, 그들은 임영신의 과거 행적을 있었으므로 항상 의심하고 있었기 때문이었다. 총독부에서는 번번히 “당신은 일본인의 이상에 따라서 여학생들을 교육시킬 사람은 아니오.”라며 학교들을 폐쇄하려 했지만 실패하였다.
매일 일본인 스파이들이 학교를 염탐했고, 그가 자주 교육국을 방문하자 내 사상 중의 어떤 부분은 대단히 위험하다고 보고가 들어왔다고 협박하기도 했다. 그들은 학교를 폐쇄하기 위해서 매일 그럴 듯한 구실을 찾았으나 발견할 수 없었다. 그는 매우 조심했으므로 경찰은 학교가 어찌 되어 있건 폐쇄할 직접적인 증거는 쉽게 찾지 못했다.

##### 교포 활동과 자금 활용 논란
1933년, 잠시 미국으로 가서 이승만의 외교 독립운동을 지원하였다. 그녀는 하와이의 한인 교회를 순회하며 강연을 했는데, 자신이 운영하는 중앙여자전문학교를 새로운 지하운동 지도자를 양성하기 위한 지적 기지로 만들겠다고 이야기하자, 그 모임에 참가한 사람 중의 남녀차별적 인사 몇몇은 핀잔을 주었다. “여자가 남자에 대항하는 싸움을 지도하는 것을 상상할 수 있는가?”, “여학생들이 총을 가진 일본인과 싸울 수는 없다.”, “이와 같은 계획은 실현성이 없다.” 그리고 그들은 이같은 계획을 위하여서 기꺼이 자금을 기부할 한국인은 없을 것이라며 비웃었다. 또 그들은 오히려 임영신에게 구제품을 제공하거나 지하운동의 선전들을 인쇄하기 위해서 혹은 총기류를 구매하거나 테러 그리고 암살을 하기 위해서만 기부를 할 것이라며 학교를 설립하기 위해서는 부정적인 시각을 보였다.
1937년 3월, 중앙보육학교의 설립과 운영자금 모금을 위해 또다시 도미하였는데 이때 그녀는 학교 설립을 위해 교민들이 성금한 돈에서 5,000$를 이승만에게 기증하며 그의 독립운동을 지원하였다. 이 시기 만난 한순교와 결혼하였으나 곧 파경을 맞이하였다. 이 문제로 교민 사회의 비난을 받기도 했다. 임영신은 결혼의 실패에 상당한 충격을 받았다. 1939년 9월 이후 뉴욕에 체류하다가 일본의 황국신민화 정책이 날로 극성을 부리던 1940년 5월, 귀국하던 길에 요코하마에서 체포되어 심문을 당하고 풀려났다. 1941년 7월, 경성중앙유치원을 설립하였다.
1941년, 조선인 저격수들이 탄약공장 등에 방화를 저질렀다. 이승만, 임정과 연계되어 있다고 여겨진 그녀는 체포되어 고문을 당했고, 얼굴 왼쪽이 마비되었다. 자살을 시도했으나 실패하였고, 경성부의 거처로 온 아버지와 언니의 간호를 받았다. 1942년 봄, 얼굴 왼편의 마비가 서서히 가면서 회복되었고 아버지와 언니는 되돌아갔다.

##### 친일 활동 의혹
그는 1941년 12월 13일 “우리들은 임전 체제하에서 일체의 사심을 버리고 과거에 구애받지 않고 개개의 입장에 구애없이 2천 4백만 반도민 모두 일치결속하여 성전(聖戰) 완수로써 황국의 흥융을 기하며 성은에 만분의 일이라도 보답하고자 할 것을 맹세한다”는 선서와 함께 발족한 조선임전보국단에 중앙보육학교의 대표로 참여하였다.
이 조선임전보국단은 1942년 1월 5일 산하기관으로 소위 총후(銃後, 후방) 부인 진영을 망라해서 조선임전보국단 부인대를 발족시켰는데, 임영신은 여기에 김활란(金活蘭), 박순천(朴順天), 박마리아 등과 함께 지도위원으로 참여했다(노천명, 모윤숙 등은 간사로 참여). 이 단체는 같은 해 3월 14일 ‘대일본부인회 조선본부’로 통합, 새출발했는데, 20세 미만의 미혼자를 제외한 전 여성으로 조직하여 “고도 국방국가 체제에 즉응하기 위하여, 황국 전통의 부도(婦道)에 즉해서 수신제가 봉공의 실을 거둔다”는 목적 아래 ⓛ 국제 관념의 함양, 부덕(婦德) 수련 ② 내선일체(內鮮一體) 구현 ③ 국방사상의 보급 철저 ④ 가정 생활의 정비.쇄신 및 비상시의 준비 확립에 관한 사항 ⑤ 제2세 국민 육성과 가정교육 진흥 ⑥ 군인 원호 ⑦ 국방상 필요한 훈련 ⑧ 직분봉공(職分奉公) 인보협동(隣保協同)에 관한 사항 ⑨ 저축 장려 등의 사업을 추진하였다.
1942년 2월 1일에는 저녁 7시 30분의 라디오 방송을 통해 “가정생활에도 결전 체제를 바란다”는 제하의 방송문을 발표하기도 했던 임영신은 또 다른 친일단체였던 조선보육연맹에 독고선, 차사백 등과 함께 주도적으로 참여하기도 하였다. 그가 평생을 통해 가장 친한 친구로 여겼던 교육계의 동료 황신덕(黃信德) 역시 1938년 이후 ‘국민총력연맹’ ‘전위여성격려대’ ‘시국부인대강연’ 등에 참여하면서 적극적인 친일활동에 앞장섰다.
그러나 임영신의 친일활동은 적극적인 것은 아니었던 것같다. 기록에 나타나는 그의 친일활동을 볼 때 우선 그가 창씨개명을 한 사실이 나타나지 않으며, 비교적 적극적인 친일행각을 벌였던 김활란, 박순천, 박마리아, 노천명(盧天命), 모윤숙(毛允淑) 등에 비하면 상대적으로 소극적인 활동을 전개하였다는 점은 황국신민화 정책의 초기에 미국에 있었던 점과 미국에서의 생활을 통해 일본과 미국과의 전쟁의 결과를 쉽게 예측할 수 있었기 때문이 아닌가 여겨진다.

#### 광복 직전
1944년 장덕수가 일본인 총독부 간부들에게 술주정을 한 일로 일본인과 갈등하던 중, 한 일본인에게 퉁명스럽게 발언했다가 종로경찰서로 끌려갔다. 그는 장덕수의 면회와 옥바라지를 했고, 장덕수는 얼마 뒤 풀려났다. 그는 일본의 패망을 예상하였다. 이어 이윤재가 고문을 받다가 죽은 사실을 입수하였고, 1945년에는 조선총독부가 화폐를 남발하여 인플레를 조장하려는 것을 보고 일본의 패망을 확신하였다.

### 광복 이후

#### 광복 직후
1945년 9월 이은혜, 김활란 등과 함께 대한여자국민당을 창당하여 당수가 되었으며 10월 중앙여자전문학교를 설립하여 교장이 되었다. 1946년 9월에 설치된 남조선대한국민대표민주의원에서 의원을 지냈다.
1945년 10월 16일, 이승만이 조국으로 환국하자, 대한여자국민당의 부당수 이은혜(異恩惠) 등과 함께 그의 거처인 돈암장을 자주 드나들며 이승만을 도왔다.

임영신 (좌측에 앉은 사람). 만찬장에서 정치적 동지인 임병직과 함께

그러나 이무렵 이승만과 불륜관계라는 소문이 확산되었다. 이 소문은 미국에서 독립운동을 하던 이승만이 미국 캘리포니아대에 유학 중이던 그에게 청혼했다가 거절당한 사실이 알려지면서 확대 재생산됐던 것이다. 이러한 소문들로 인하여 프란체스카는 그녀를 냉대하였고 돈암장 출입이 자제되었다.
1945년 가을, 임정의 지하조직원 여성인 황현숙 등과 함께 전국 각지에 있는 고등학교들을 방문하며 미군정에 대한 우호적인 강연을 하였고, 대한민국 임시정부에 대한 지지를 촉구하였으며, 세계 상황에 대한 개요, 미국의 민주주의와 공산주의의 차이점, 민주주의 하에서의 개인의 권리 및 종교적 자유, 민주주의를 채택해야 하는 이유 등을 설명하였다.

#### 독립을 위한 UN 활동 (1945~1948)
이후 1945년 10월, 중앙여자전문학교를 설립하여 교장이 되었으며 그해 말, 김구가 모스크바 3상회의에 반발, 강력한 반탁운동을 추진하자 1945년 12월 30일, 결성된 '신탁통치반대 국민총동원위원회' 위원이 되었다. 1946년 1월, 미소공동위원회 회의에 참관하였고, 2월에는 남조선대한국민대표민주의원이 개원되자 2월 26일, 민주의원으로 선출되었다.
1946년 9월 1일, 미국선 케이프 트라이언(CapeTryon)을 타고 9월 19일에 도착하여 샌프란시스코와 로스앤젤레스를 돌아보고 귀국 후에는 1945년 9월, 중앙대학교의 전신인 중앙여자대학을 설립, 학장에 취임했다. 이어 민주의원 대표로 50개 회원국의 유엔대표를 상대하며 총선을 통한 독립국가 수립을 위한 외교 활동을 목적으로 유엔 총회에 참석하기 위하여 미국으로 파견되었다. 유엔 본부가 있는 뉴욕으로 가기 전에 워싱턴으로 가서 트루먼 대통령과 번스(Byrnes) 국무장관에게 임시정부 명의의 공식 감사장을 전달하였다.
UN에서 활동하기 위해 도미할 때 국내에서 자금 지원을 할 형편도 못되어서 겨우 여비만을 마련하여 당시 LA에서 트럭 사업과 주유소업으로 크게 성공한 친오빠 임일(任一)을 설득하여 활동비, 교제비 등의 비용을 조달받았다. 이후 총선거를 치루고 정부를 수립하기까지 임영신이 미국에서 활동하는데에 든 비용만 무려 38만 달러였다.
UN 본부가 있는 뉴욕으로 떠나기전 워싱턴의 구미위원부를 방문하여 변호사 존 스태거스(John G. Staggers), 중견 기자 제이 제롬 윌리암스(J. J. Williams), 로버트 올리버(Robert T. Oliver) 교수, OSS의 프레스턴 굿펠로우(M. Preston Goodfellow) 대령, 로레인 엔젤스(Lorraine Engels) 부인, 마우리스 윌리엄(Maurice William) 박사, 임병직 구미위원부 의장, 김새순(Sae Sun Kim) 박사, 정한경(Henry DeYoung) 박사, and 헐버트 김(Herbert Kim) 박사 등과 앞으로의 전략에 대해 의논을 하였다.
1946년 10월 20일, 뉴욕의 플러싱 메도우스(Flushing Meadows)로 가서 유엔 회의에 참석하였다. 아직 나라가 세워지지 않은 상태에서 정식 참석 자격이 없던터라 처음에는 출입을 저지당하며 몇 시간을 배회하다가, 루즈벨트 대통령의 부인인 엘리너 루즈벨트를 알고 있는 베르나디노 양(Bernardino)과 AP통신의 시그리드 안(Miss Sigrid Arne) 기자의 도움으로 일시적 회의 참석 자격을 얻어냈다. 그 후엔 엘살바도르 대사, 리비아 대사 등 3명의 보증을 받아 2년동안 유엔을 자유롭게 드나들면서 임무를 수행할 수 있었으나, 여전히 한국의 공식 대표가 아닌 기자 신분의 옵저버 형태로 참가하여 앉을 좌석조차 없었다.
| “ | 유엔 회의가 진행되는 것을 지켜보며 나는 반만년 역사를 가진 3천만의 인구를 가진 우리 나라가 세계 의회에서 공식 좌석조차 얻을 수 없다는 사실에 가슴이 찢어질 정도로 비통하였다. | ” |

| “ | 그곳엔 51개국의 각국 대표단이 있었고 어떤 대표단은 10명에서 최대 백여명에 가까운 고문들과 비서들, 보좌관들과 어시스턴트를 데리고 다녔다. 그들은 아름다운 개인 자가용을 타고다녔으며, 아주 잘 꾸며진 프리빗 다이닝 룸에서 식사를 하곤 했다. 그들은 아주 중요한 위치의 역할을 해야하는만큼 그에 따르는 모든 특권을 누릴 수 있었다. 그러나 나는 스태프도, 차도 없이 혼자였고 늘 카페에서 간단히 끼니를 떼워야만 했다. 나는 각국 대표단을 한 명씩 모두 찾아갔지만 그들은 자신들에게 더 긴밀한 국가들의 문제로 바뻤으며, 온 세상이 존재하는지도 거의 모르는 수천만 한국인을 위한 도움을 원하는 국제적 거렁뱅이의 목소리에 귀를 기울여줄만큼 한가하지 않았다. | ” |

그녀는 엘리너 루즈벨트의 도움으로 폴 헨리 스파크(Paul Henri Spaak) 초대 유엔 총회 의장과 노르웨이 출신 트뤼그베 리 초대 유엔 사무총장을 찾아가 한국 문제를 상정할 수 있도록 간청하였다. 트뤼그베 리의 비서인 앤드류 코디어(Andrew Cordier)는 유엔의 공식 문서로 한국 문제를 토론해보는 것이 좋겠다고 긍정적 답변을 해주었다.
그녀는 추가로 도움을 얻기 위해 워싱턴으로 호출하여 한미협회(Korean-American Council) 법률고문역을 맡고있던 존 스태거스 변호사와 제이 제롬 윌리암스 기자, 그리고 임병직 의장을 불렀고 그들은 1946년 10월 28일, 뉴욕에 도착하였다. 그리고 임병직 대령은 이마누엘 뎀비(Emanuel Demby)를 연락책으로 고용하여 그녀와 소통할 수 있도록 그를 소개해주었다. 그들 팀은 펜실베이니아에 있는 작은 호텔에 본부를 두었다.
3일 뒤, 그들은 모든 각국 대표단에게 한국에 관한 청원서가 11월 1일 금요일에 제출된다는 사실을 전보로 알렸다. 당일 유엔 총회에서 의장과 사무총장이 한국의 현재 처한 문제에 관한 문서를 낭독하기 시작하였고 다음 날 아침, 모든 대표단이 한국 문제에 관한 유엔 공식 문서의 사본을 받게 되었다. 이후 그녀는 한국이 미국이나 소련의 의지와 상관없이 그들 민족 스스로 자신들의 운명을 결정할 수 있도록 몇몇의 자신들을 지지해줄 대표단을 포섭하려고 동분서주 하였다.
특히 한국 문제에 우호적이었던 중국 대표단을 찾아가 주 유엔 중국 대사로 활동하고 있던 웰링턴 쿠를 만나서 도움을 요청하였다. 그는 1906년 노스필드에서 열린 국제 기독교 청년 중국 대표로서 한국 대표였던 이승만과 함께 활동한 인연이 있었기 때문이었다. 그의 고문이었던 조셉 쿠(Joseph Koo) 박사는 "우리는 우리가 할 수 있는만큼 당신을 도울 것입니다."라며 장개석 총통과 연락을 주선해주었다. 인도 대표로 활약하던 판디트 네루(Pandit Nehru) 여사와도 접촉했으나, 그녀 자신은 한국인들의 처지에 깊이 동정하나 자국의 공식 입장으로 인해 정중하게 거절하였다. 독립한지 얼마 되지 않았던 신생 국가 필리핀 대표 카를로스 로물로 외상은 그녀를 반갑게 맞아주었다. 그는 직접 이승만의 오랜 친구인 필리핀 대통령 마누엘 로하스(Manuel Roxas)에게 연락하여 의견을 구할 수 있도록 편의를 제공해주었다. 그리고 그 날 저녁, 그녀는 마닐라로부터 전보를 통해 다음과 같은 답신을 받았다.
| “ | 필리핀 대통령은 로물로 대령에게 그가 할 수 있는 모든 것으로 유엔에 있는 한국 대표를 돕도록 지시합니다. (I AM INSTRUCTING GENERAL ROMULO TO DO ALL HE CAN FOR KOREA AT THE UNITED NATIONS.) | ” |

그러나 며칠간 그가 주 유엔 미국 대사와 상의한 결과, 그 자신은 한국 문제가 상정되면 찬성 투표를 할테지만 아직 미국은 이것에 대해 좀 더 지켜보자는 입장이라고 그녀에게 말해주었다. 여기서 맺게된 인연으로 후일 임영신이 영문 자서전을 쓸 때, 로물로 대령이 친히 그 서문을 써주기도 하였다.
결국 강대국의 입김이 강하다는 것을 절실히 느낀 그녀는 곧바로 주 유엔 미국 대사와 소련 대사를 찾아가 도움은 못받더라도 최소한 반대하지는 못하도록 항의를 계획하였다. 미 국무장관 제임스 번즈(James F. Byrnes)와 상원의원 워렌 오스틴(Warren Austin)을 찾아갔으나, 그들은 매우 바뻤고 대신 워렌 의원의 극동 고문인 존 앨리슨(John M. Allison)과 앨리슨(Allison)을 만났다. 그들은 직설적으로 다음꽈 같이 말했다.
| “ | 미국 고문 : 의원님께서는 미 국무성에서 승인하지 않는 한, 당신을 도울 힘이 없습니다. 워싱턴으로 가서 그 문제를 간청하세요. 임영신 : 그러나 저는 여기에 한국인 대표로 온 것입니다. 만약 제가 워싱턴으로 가서 미 국무성의 지시에 따라 움직이게 된다면, 소련은 저를 미군정이 자신들에 대한 악선전을 위해 보냈다고 말할 것입니다. 저는 그런 상황을 만들고 싶지 않지만 동시에 미국과의 우정을 유지시키고 싶습니다. 미국 고문 : 저희는 당신의 어려움을 이해합니다 미스 임, 하지만 우리 미국 대표단은 국무성의 허가없이는 아무것도 할 수 없음을 당신에게 확신해 줄 수 있습니다. | ” |

그녀는 다음으로 소련 대표단을 찾아갔다. 몰로토프의 부하인 그롬코(Gromyko)는 매우 친절하게 그녀를 맞이하며 워싱턴의 주미 소련 대사이자 유엔 대표부 일원인 니콜라이 노비코프(Nikolai Novikov)에게 한국 문제에 대해 상의해보겠다고 하였다. 이후 그녀는 노비코프와의 만남을 성사시켰으나 그는 일방적으로 약속을 파기하였다.
영국과 프랑스 대표단은 거부와 지연의 의사를 표시하였다. 그들의 고문관들은 우리 또한 한국 문제에 동정적이지만, 우리는 다른 너무 많은 문제들이 산적해있어서 한국 문제에 관해 공부하고 시간을 쏟을 수 없을 뿐더러 우리들의 주 관심사가 아니라고 설명해주었다. 유럽 국가 대표단들은 그들은 소련과 미국의 지원없이는 아무것도 할 수 없다고 하였다.
그러나 그녀는 멕시코, 파나마, 에콰도르, 아이티, 과테말라 등 남미 국가들에게서 소기의 성과를 이루었다. 에티오피아는 귀중한 조언을 그녀에게 해주었다. 그녀는 다시한번 리 유엔 사무총장에게 자신의 다음 스텝에 관해 조언을 구하였다. 그는 워싱턴의 미 국무성 직원들을 찾아갈 것을 강력히 요청하면서, 유엔의 활동들은 각 국가의 독자적인 활동이라기보단, 실질적으로 미국과 소련 이 두 강대국의 교섭 장소이며 다른 참석 국가들은 그들의 목소리를 이들에게 자문하는 역할만 할 뿐, 사실상 윈도우 드레싱에 가깝다고 조언해주었다.
임영신은 곧장 워싱턴으로 날아가 미 국무성 극동국장인 존 카터 빈센트(John Carter Vincent)와 북아시아 담당자 휴 보튼(Hugh Borton)을 찾아가 소련이 북한 사람들을 징집하여 이미 10만명 이상의 군대가 조직되었는데, 계속 이렇게 한국 문제가 지연됨에 따라 공산주의자들은 더욱더 군인을 모집하여 전쟁을 일으킬 것이라고 경고하였다.
그녀는 유엔 본부로 돌아와 이 경위를 한국에 우호적인 각국에게 보고하였고 어떤 대표단은 워싱턴에 직접 이 문제에 대해 확인을 요청하기도 했다. 그러나 국무부에서는 한국 문제는 유엔에서 토의될 문제가 아니라며 반대하였고 이는 미국과 소련의 문제라고 하였다. 임영신은 격분했고 바로 기자회견을 열어 성명을 발표하였다.
1946년 12월 중순, 유엔 총회가 끝나기 직전에 이승만이 민주의원 전권 대사로 도미하자, 그녀는 그와 폴 헨리 스파크 유엔 의장과의 만남을 주선하였으나 폴 의장은 바쁘다는 핑계로 거절하였다. 나중에 그녀는 의장과 가까운 소스로부터 강대국들이 그에게 이승만과 만나는 것을 경계하라는 압력을 받았다는 것을 알게 되었다.
1946년 12월 25일, 크리스마스를 전후해서 서울과 기타 여러 도시들에서 대규모 시위가 벌어지기 시작하였다. 이승만은 워싱턴의 칼튼 호텔에 임영신과 그녀의 연락원인 뎀비, 임병직, 김새순, 로버트 올리버 박사를 불러서 이 사태에 대한 해결책을 강구하였다.

#### 해방 정국에서의 활동
그 해 12월, 국내에서 김구가 보낸 전보를 받고 국내의 소요시위 계획을 접하고 강하게 반대하였다. 이어 미국으로 온 이승만을 만나 '만약 지금 소요사태가 일어난다면 한국인들이 더 큰 희생을 당할 것이며, 미군 병사를 희생시킨다면 미국이 한국의 독립을 도와주지 않을 것'을 호소하여 소요사태를 진정시켰다.
그 뒤 중앙여자대학을 종합대학으로 승격시키기 위해 군정청 학무국과 교섭하였으나 실패했고, 대한민국 정부 수립 후 남녀공학으로 개편시킨 뒤 중앙대학교를 종합대학으로 승격시킬 수 있었다. 1947년 여름 다시 미국으로 건너가 그해 9월 17일 플러싱 메도우스에 가 미 국무장관 조지 마샬(George C. Marshall)이 한국 문제에 대한 개입 발표를 접하였다.
독실한 기독교 신앙인이기도 했던 임영신은 김활란, 모윤숙, 박마리아 등과 함께 각지를 순회하며 이승만에 대한 적극적인 지지를 요청, 호소하였다. 모윤숙, 박마리아와 달리 프란체스카 도너의 눈밖에 났지만, 불쾌한 기색을 드러내지 않고 돈암장과 이화장을 출입하며 이승만을 적극적으로 지지, 보좌하였다. 또한 1948년 1월부터 4월 사이에 한국독립당에서 탈당자가 속출하자, 그녀는 한국독립당 탈당파들 다수를 설득하여 이승만 진영으로 영입하는데에 성공하였다.

### 대한민국 정부 수립 이후

#### 상공장관 재직 중

1950년 9월 1일, 장택상, 장면, 임병직, 임영신 등 유엔 한국대표들이 김일성의 남침 저지에 관하여 어스틴 미국 유엔대표와 상의하고 있는 모습.

1948년 8월 정부 수립 직후 입각하여 조각에서 상공부 장관에 임명되었다. 1948년 9월 상공장관 재직 중 중앙대학으로의 개편과 학장으로 취임하였다. 1953년에는 중앙대학을 종합 단과대학으로 승격시키고 초대 중앙대학교 총장에 취임하였다.
1948년 11월 대한여자국민당과 지청천의 대동청년단을 흡수하고, 윤치영 등을 참여시켜 대한국민당을 창당케 했다. 그 뒤 지청천, 신익희 계열의 이탈로 군소정당으로 전락했으나 윤치영과 함께 당을 유지해 나갔다.
1949년 정현모의 경상북도 도지사 취임으로 공석이 된 안동시 을 국회의원 보궐 선거(1949년)에서 임영신은 대한국민당 당수로서 출사표를 던졌다. 이 보궐선거에서 임영신은 장택상을 이겨 화제를 모았다. 임영신과 장택상은 서울에 주소를 둔 원정 출마에다 성(性) 대결까지 펼쳐 세인의 관심을 끌었다. 여성 최초의 장관 경력 소유자인 임영신이 승리함으로써 헌정 사상 최초의 여성 국회의원이 탄생하였다.
1949년 5월 28일, 그녀는 보궐선거 때의 독직사건(瀆職事件)으로 배임, 증뢰, 수뢰, 사기, 횡령 등으로 비서 등 18명과 함께 기소되었으나 그녀는 무죄 판결을 받았고 나머지 9명은 집행유예 판결을 받았다. 1949년 6월, 의정활동에 집중하기 위해 장관 직에서 사임하였다.
1949년~1950년 제헌의회 의원, 1950년 제2대 민의원에 당선되었다. 1950년말, 프랑스 파리에서 열린 제5차 국제 연합 총회에 한국 대표단으로서, 임병직(단장), 장면, 장택상, 김동성과 함께 참석하였다.1953년 빨치산 이현상이 사살되자 동향 출신인 유진산과 함께 찾아가서 이현상의 신원을 확인해 주었다.

#### 교육, 정치 활동
1950년 1월 국회 부의장인 윤치영과 함께 애치슨 라인을 한반도까지 확장시키려고 시도하였으나 실패하였다. 2월 상공일보사(商工日報社) 사장에 취임하였고, 그해 6월 22일 출국, 한국 전쟁 직전 미국으로 출국하였다. 뉴욕에 한동안 체류하였고, 이승만의 급보로 소환되어 전시 내각에 특별히 참여하였다. 1952년, 여성계사(女性界社) 사장 등 언론계에도 적극 관여하였다.
1953년 2월~1961년과 1963년~1971년 중앙대학교 총장을 지냈다. 1961년 11월 중앙문화학원 이사장을 지냈다. 1961년 이후에는 대한여자청년단 단장을 지냈다. 1961년~1974년 한국부인회 회장, 1965년~1972년 대한교육연합회 회장, 1966년 세계교직자연합회장, 1969년 재건국민운동중앙회 부회장을 지냈다. 또한 이은혜, 박마리아 등 우익성향의 여성 인사들과 함께 대한여성청년단을 운영하는 한편, 우익 단체에서 활동하였다.
1952년의 제2대 정부통령 선거에서 제3대 부통령 후보자로 자유당의 예비후보로 출마하였으나 당의 공천을 받지 못하자 그녀는 단독으로 출마하였다. 그러나 낙선했다. 1956년, 부통령 후보자로 출마하였으나 낙선했다. 그 뒤 자유당내 이기붕 계열이 성장하면서 그를 견제, 윤치영, 이범석, 이윤영 등과 함께 이승만의 곁에서 밀려나 배척당했다. 이후 윤치영과 함께 친이승만 인사면서도 이기붕 계열을 공격, 비판하는데 가담하였다.

#### 야당 정치인 활동
1958년, 대한국민당이 해체되자 일시적으로 자유당에 복귀했다가, 1959년 대한국민당의 후신으로 그 해 11월, 대한여자국민당을 다시 부활시키고 부통령 후보자로 추대됐다. 대통령 후보자로는 이승만의 지지를 선언했다. 그러나 1960년 3월 15일의 3.15 부정 선거로 그녀는 낙선 하였다.
그 뒤 임영신은 1960년 8월, 장면 정권이 적극적으로 한일 국교 정상화가 시도, 추진되는 것을 보고 "친일 분자들의 망동과 일본의 흉계를 규탄한다"는 성명까지 발표해 가면서 결사반대의 전면에 나섰다. 1961년, 우익 여성단체인 대한여자청년단의 단장이 되었고, 윤치영 등과 함께 장면 내각에 반대하는 운동과 이승만 환국 운동을 벌였다.

### 생애 후반

#### 박정희 정권 지지
1961년 5월 16일 임영신은 5·16 군사 정변이 일어나자 극찬을 보내면서 공화당에 참여했다. 이후 대한여자국민당은 군정 세력과 합당하여 재건당으로 조직하였다. 1961년 5월 5·16 군사 정변이 발생하자 정구영, 윤치영, 윤일선, 임병직 등과 함께 군사 혁명 지지 선언을 발표했다. 1963년 2월 재건당 창당에 참여하고, 민주공화당으로 개편될 때도 창당발기위원으로 참여하였다. 1964년과 1965년 한일협정 문제로 인한 국회의 파행에 대해서 오히려 민주당 등 야당을 국정을 방해하는 세력이라며 규탄, 성토했다.
제3공화국 기간 중 친여 성향의 사회원로로서 박정희의 각별한 지우를 받았다. 1963년 2월 윤치영, 정구영, 윤일선 등과 민주공화당에 입당하였고 곧 민주공화당 총재고문에 선임되었다.
1963년 한국부인회에 참여하고, 그 해 한국부인회 회장에 취임하였다. 1965년 대한교육연합회 회장, 1966년 세계교직자연합회 회장이 되었고, 1969년 재건국민운동중앙회 부회장이 되었다.

#### 만년
이후 1971년 민주공화당 고문, 대한교원공제회 초대 이사장을 지냈으며 박정희의 1969년의 3선 개헌에 윤치영 등과 함께 적극 지지를 보냈다. 1971년 대한교원공제회 제1대 이사장에 선임되었다. 10월 유신 출범 이후 1972년 중앙문화학원 이사장, 1972년∼1976년 통일주체국민의회 대의원 및 운영위원 등을 지냈다.
1977년 2월 17일 병으로 사망하였다. 사망 당시 그의 나이 78세였다. 상훈으로는 문화훈장 대한민국장을 받았다. 사후 유해는 중앙대학교 교정에 묻혔다.

### 사후
2008년 8월 학술지 ‘한국사 시민강좌’ 하반기호(43호)에서 대한민국 건국 60주년 특집 ‘대한민국을 세운 사람들’ 을 선발, 건국의 기초를 다진 32명을 선정할 때 문화, 종교, 언론 부문의 한사람으로 선정되었다.

## 기타 이력
- 1949년 1월 13일 : 제헌 국회의원(경남 안동을) 보궐

## 저서
《My Forty Year Fight For Korea - The Thrilling Personal Story of Korea's Joan of Arc》 (A. A. Wyn, 1951)

## 상훈
- 국민훈장 무궁화장
- 청조근정훈장
- 미국 아이젠하워 상

## 학위
- 1931년 미국 남캘리포니아주립대학 대학원 철학석사
- 1957년 미국 남캘리포니아주립대학 명예법학박사
- 1962년 롱아일랜드대학 대학원 명예법학박사
- 1971년 일본 니혼대학 대학원 명예법학박사

## 사상과 신념

### 한국 여자와 일본 여자 비교
그는 한국 여성과 일본 여성의 차이점을 비교 분석하기도 했다. 한국 여성과 일본 여성의 주요한 차이점은 우리들이 외부에 대해서 남편에게 보호 받는 반면에 일본 여자들은 봉사하는 것이었다. 일본에서의 남편과 아내의 관계는 주인과 하인의 관계와 같았다. 남자 아이들까지도 그들의 어머니를 존경하지 않았다. 남편은 처에게 ‘너 저것 좀 가지고 와’ 하는 식으로 하인에게 하는 말투로 명령했으며 여자는 남자의 편리를 위한 도구였다. 그들 부부 관계에는 거의 감정이 없었다. 아내는 남편과 가정 일에 대해 의논하거나 혹은 결혼 생활에 수반되는 정상적인 사교 생활에 참여하는 법이 거의 없었다.
그러나 한국 여자들은 발언권, 참정권은 20세기까지도 없었지만 가정을 지배할 권리를 누렸다고 보았다. 한국에서는 여자가 정치적 혹은 법적 권리는 없다 할지라도 가정을 지배했으며, 남편의 상담 역할을 했다. 영국에서 많은 여왕이 지배자로서 행세 했듯이 한국에서도 여왕이 나라를 지배한 적도 있었다. 그 중 한 여왕이 선덕여왕이다. 선덕 여왕은 예술과 과학을 전국적 규모로 발전시켰으며, 문학 연구를 확대하고 기사 제도를 처음으로 시작했다. 이것은 유럽에서 봉건 제도가 발전하기 오래전이었다. 선덕 여왕은 또 세계 최초의 천문대를 세웠다.는 점을 자랑스러워했다.
또한 한국 여자와 일본 여자들의 성 윤리를 비교하기도 했다. '일본인 여자들은 우리 한국 여자와는 대단히 달랐다. 그들은 혼전에는 우리보다 많은 자유를 누렸다. 그러나 결혼 후에는 우리들보다 덜 자유로웠다. 그들은 자유롭게 남자를 만나는 것이 허용되어 있었으며 그들의 천황에게 미래의 영광을 돌리기 위하여 사생아를 생산해도 좋다고 격려까지 받고 있었다.'며 놀라워했다.
그는 일본 처녀들의 잡담에 한 남자가 얼마나 많은 기생을 처리(성교)할 수 있는가 하는 토론까지도 포함되어 있었다는 것을 조선에 소개했다. 임영신은 '그들의 성에 대한 이야기는 아주 세밀했으며 그것은 나에게 충격적이었다. 물론 일본 여자라고 해서 내가 만난 여자가 전부 관능적인 생활을 하는 것은 아니었지만, 침략을 계획하고 있는 나라로서 인력을 증가 시키기 위한 정책을 채택하는 것은 당연한 일이었다. 그것은 몇 년 안 되어서 독일에 있어서도 마찬가지였다.'며 놀라워했다.

### 일본식 윤리에 대한 반감
기독교인이고 자결을 죄악이라고 생각한 그는 일본의 윤리관에 반감을 가졌다. 그 이유는 일본의 윤리와 도덕은 그들의 국민으로 하여금 어떻게 사느냐가 아니고 어떻게 죽느냐를 가르쳤다. 그는 일본인들의 윤리가 비 윤리적이라고 지적하였는데 그 이유는 '일본의 아들들은 어린 시절부터 천황에 영광을 돌리기 위하여 어떻게 사람을 죽이며, 그리고 어떻게 죽느냐 하는 가르침을 받았다.'는 것이다. 그는 이러한 일본인들의 생활을 알았을 때, 나는 우리 민족이 그들의 노예가 되지 않기 위해서 투쟁해야만 한다는 것을 보다 더 확신하게 되었다고 하였다.

### 상훈
- 문화훈장 대한민국장

## 같이 보기
| - 이승만 - 윤치영 - 이범석 - 박정희 - 지청천 - 대한국민당 - 대한국민여자당 - 박마리아 - 박인덕 - 김활란 - 나혜석 - 임병직 | - 여성주의 - 반공주의 - 이원순 - 이은혜 - 모윤숙 - 나혜석 - 장택상 - 조병옥 - 황신덕 - 황애덕 - 황애스더 - 허정숙 | - 유진산 - 이현상 - 이윤영 - 민주공화당 - 장택상 - 조봉암 - 박순천 - 김활란 - 허헌 |

## 가족 관계
임영신은 12남매 중 둘째 딸이다. 둘째 오빠는 한국 전쟁 때 납북되었다.
- 아버지: 임구환(任九桓)
- 어머니: 김경순(金敬順)
  - 남동생: 임태희(任泰熙)
- 남편: 한순교(1939년 미국에서 결혼하였으나 1940년 임영신 혼자 한국으로 돌아옴)
- 조카 : 임철순(任哲淳, 둘째 오빠의 아들로 중앙대학교 제2대 총장이다.)

## 일화
1930년대에 이승만은 자신의 측근이며 임영신의 기전학교 은사인 이순길을 통해 임영신에게 청혼할 뜻을 밝혔으나 거절당하였다고 한다. 아내가 될 것인가 동지로 남을 것인가를 고민하던 임영신은 단독으로 이승만을 만나 청혼을 거절하였다고 회고하였다. 그러나 이것이 자신만의 주장인지 아니면 또다른 근거가 있는 이야기인지는 불분명하다.
| “ | "아마 이 밤이 박사님을 뵈옵는 마지막이 될지 모르겠습니다. 저는 우리나라가 독립이 되는 그날까지 누구와도 결혼하지 않고 혼자 살 생각입니다. ⋯ 저는 이미 독립운동과 결혼했습니다. 그러나 저는 앞으로 선생님 곁을 떠나서나, 선생님 곁에 있을때나 언제든지 동지가 되어 드리겠습니다." | ” |

## 임영신을 연기한 배우들
- 정혜선 - 《제1공화국》 MBC 드라마 1981년
- 변신호 - 《야인시대》 SBS 드라마 2003년

## 참고 문헌
- 김종범 외, 《해방전후의 조선진상》 (조선경제연구사, 1945)
- 박용만, 《경무대 비화》 (삼국문화사, 1965)
- 중앙대학교50주년기념사업회, 《임영신박사연설문집》 (중앙대학교, 1968)
- 손충무, 《한강은 흐른다》 (동아출판사, 1972)
- 백철 외, 《아직도 그 목소리가 : 임영신 박사를 회상하며》 (주간시민출판국, 1979)
- 임종국, 《실록 친일파》 (돌베개, 1991)
- 윤치영, 《윤치영의 20세기 : 동산회고록》 (삼성출판사, 1991)
- 정운현 편, 《친일파 3》 (학민사, 1993)
- 장택상, 《대한민국 건국과 나 : 장택상 회고록》 (창랑장택상기념사업회, 1993)
- 이현희, 《승당 임영신의 애국운동연구》 (동방도서, 1994)
- 한국학중앙연구원, 《한국민족문화대백과》 (한국학중앙연구원, 1996)
- 임영천, 《한국 현대문학과 시대정신》 (국학자료원, 2000)
- 강준만, 《한국현대사산책 : 1940년대편 1》 (인물과 사상사, 2006)
- 강준만, 《한국현대사산책 : 1940년대편 2》 (인물과 사상사, 2006)
- 강준만, 《한국현대사산책 : 1950년대편 1》 (인물과 사상사, 2006)
- 임영신, 《승당 임영신의 나의 40년 투쟁사》 (민지사, 2008)
- 주한 미 대사관 보고문서 (Joint Weeka)
- 미 국무성 대외문서 (FRUS)

## 역대 선거 결과
|  | 22.34% |

|  | 26.81% |

|  | 2.7% |

|  | 40.71% |

|  | 0.9% |

|  | 27.7% |